# Train Collision Avoidance System
Train Collision Avoidance System je systém pro předcházení vlakovým kolizím používaný indickým Indian Railways. Jeho cílem je ochrana před projetím návěstidel, řízení rychlosti v obratištích, omezování rychlosti a předcházení kolizím, když je na trati více než jeden vlak. Systém sleduje polohu vlaku podle ujeté vzdálenosti od RFID štítků umístěných na trati a její oznamování ostatním vlakům v okolí. Systém vyvinula Research Designs and Standards Organisation společně s Indian Vendors. Účelem nasazení systému v Indii je zastavit vlak v případě, kdy strojvůdce přejede červené světlo, a zastavit ostatní vlaky, pokud vlak vykolejí. Pilotní nasazení systému mělo být na trati Vikarabad–Bidar a testování mělo být dokončeno v únoru 2014.
V roce 2014 byl systém testován v Indii na trati mezi Hyderabadem a Wadi.
V roce 2017 systém testovaly Indian Railways na South Central Railway na tratích Lingampalli–Vikarabad–Wadi a Vikarabad–Bidar v celkové délce asi 250 km. Do testování mělo být zapojeno asi 20 elektrických a 20 dieslových lokomotiv. Testování bylo zaměřeno na vhodnost, interoperabilitu a signalizování. Testování na trati Vikarabad–Bidar mělo být ukončeno
Společně s testováním Train Collision Avoidance System byl v roce 2017 na trati Chennai-Gummidipundi Suburban v délce 50 km a na trati Hazrat Nizamuddin-Agra v délce 200 km testován Train Protection and Warning System.
Train Collision Avoidance System s cenou Rs 1 lakh/km je levnější než Train Protection Warning System s cenou Rs 80 lakh/km.